# 금정구청장
금정구청장은 부산광역시 금정구의 행정사무를 담당하는 지방관리관 상당의 선출직 공무원이다.

## 역대 금정구청장

### 관선(1987~1995)
| 대수  | 이름   | 임기                            | 비고 |
| ----- | ------ | ------------------------------- | ---- |
| 제1대 | 서종수 | 1987년 12월 31일~1990년 7월 4일 |      |
| 제2대 | 신종관 | 1990년 7월 5일~1992년 5월 1일   |      |
| 제3대 | 김부환 | 1992년 5월 5일~1994년 1월 2일   |      |
| 제4대 | 박종식 | 1993년 1월 3일~1995년 3월 28일  |      |

### 민선(1995~)
| 대수   | 이름   | 임기                                     | 비고                  |
| ------ | ------ | ---------------------------------------- | --------------------- |
| 제5대  | 윤석천 | 1995년 7월 1일~1998년 6월 30일           |                       |
| 제6대  | 윤석천 | 1998년 7월 1일~2000년 11월 9일           | 2000년, 구청장직 상실 |
| (대행) | 이동환 | 2000년 11월 10일~2001년 4월 26일         | 부구청장              |
| 제7대  | 김문곤 | 2001년 4월 27일~2002년 6월 30일          |                       |
| 제8대  | 김문곤 | 2002년 7월 1일~2006년 6월 30일           | 재선                  |
| 제9대  | 고봉복 | 2006년 7월 1일~2010년 6월 30일           |                       |
| 제10대 | 원정희 | 2010년 7월 1일~2014년 6월 30일           |                       |
| 제11대 | 원정희 | 2014년 7월 1일~2018년 6월 30일           | 재선                  |
| 제12대 | 정미영 | 2018년 7월 1일~2022년 6월 30일           |                       |
| 제13대 | 김재윤 | 2022년 7월 1일~2024년 6월 25일           | 2024년 사망           |
| (대행) | 안경은 | 2024년 6월 25일~2024년 10월 16일         | 부구청장              |
| 제14대 | 윤일현 | 2024년 10월 17일 ~ 2026년 6월 30일(예정) |                       |

## 같이 보기
- 금정구청장 선거